# Syzeuctus coreanus
Syzeuctus coreanus är en stekelart som beskrevs av Tohru Uchida 1928. Syzeuctus coreanus ingår i släktet Syzeuctus och familjen brokparasitsteklar. Inga underarter finns listade i Catalogue of Life.